# Léon Alvarado
Léon Alvarado (Comayagua, 4 luglio 1810 – Londra, 10 marzo 1870) è stato un politico honduregno.
Avvocato, politico e diplomatico, fu tra i più grandi fautori della costruzione del Ferrocarril Nacional de Honduras.
Laureato in filosofia presso il Colegio Tridentino studiò inglese e francese sotto la guida di Francisco Cruz Castro. Nel 1837 diviene ministro del governo e divenne uno dei fautori del distacco dell'Honduras dalla federazione (Provincias Unidas del Centro de America) e dell'indipendenza del paese avvenuta il 26 ottobre del 1838 quando José Francisco Zelaya y Ayes era capo dello stato.